# Henryk Kurczab
Henryk Tadeusz Kurczab (ur. 5 kwietnia 1930 w Chojniku, zm. 9 lipca 2022 w Łańcucie) – polski literaturoznawca, dr hab.

## Życiorys
Syn Adama i Agaty. Obronił pracę doktorską, następnie uzyskał stopień doktora habilitowanego. Został zatrudniony na stanowisku profesora w Instytucie Filologii Polskiej na Wydziale Filologicznym Uniwersytetu Rzeszowskiego.
Zmarł 9 lipca 2022, pochowany na Cmentarzu Wilkowyja w Rzeszowie.

## Odznaczenia
- Złoty Krzyż Zasługi (1974)
- Medal Komisji Edukacji Narodowej (1979)
- Krzyż Kawalerski Orderu Odrodzenia Polski (1990)[1]